# 벌림 (해부학)

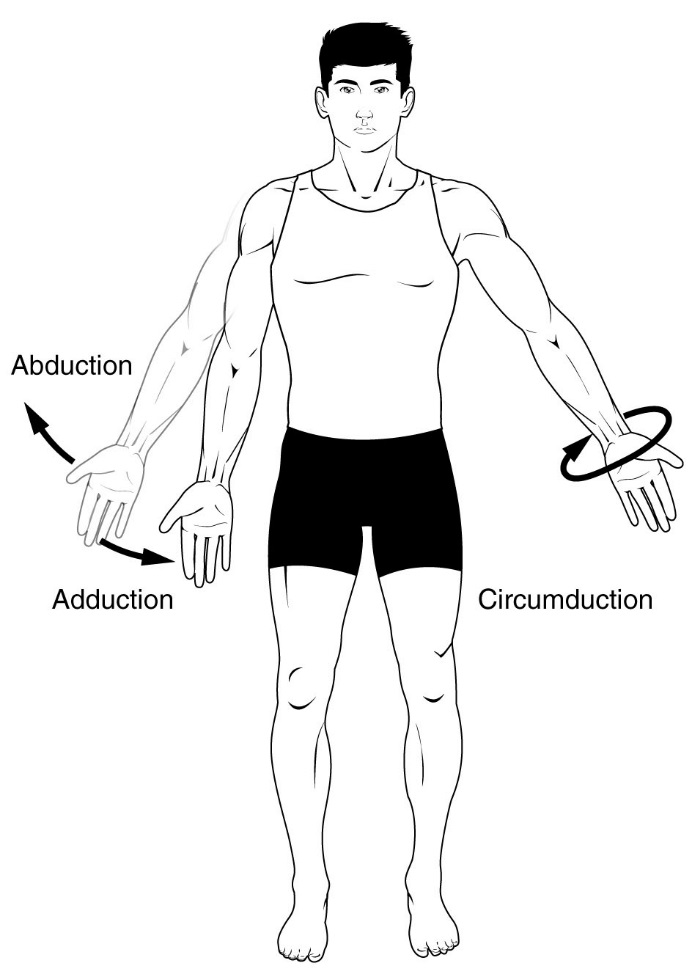

벌림(abduction) 또는 외전(外轉)은 팔다리를 바깥으로 끌어당겨서 신체 시상면(sagittal plane)으로부터 멀어지게 뻗는 운동을 의미하는 해부학적 용어이다. 내전(adduction)의 반대이다. 외전하는 근육들을 외전근(abductor)라고 한다.

## 외전근 목록

### 상지

#### 팔•어깨
- 어깨에서의 팔에 관한 운동(팔 들어올리기)[2][3]
  - 극상근(Supraspinatus)
  - 삼각근(Deltoid) : 15도 이상

#### 손•손목
- 손목에서 손의 운동[4]
  - 요측수근굴근(Flexor carpi radialis)
  - 장요측수근신근(Extensor carpi radialis longus)
  - 단요측수근신근(Extensor carpi radialis brevis)
- 손가락 운동[5]
  - 소지외전근(Abductor digiti minimi)
  - 배측골간근(Dorsal interossei of the hand)
- 엄지 운동[6]
  - 장무지외전근(Abductor pollicis longus)
  - 단무지외전근(Abductor pollicis brevis)

### 하지
- 엉덩이에서의 대퇴근[7]
  - 대둔근(Gluteus maximus muscle)
  - 중둔근(Gluteus medius muscle)
  - 소둔근(Gluteus minimus muscle)
  - 봉공근(Sartorius muscle)
  - 대퇴근막장근(Tensor fasciae latae muscle)
  - 이상근(Piriformis)
- 발 관련 근육[8]
  - 무지외전근(Abductor hallucis)
  - 소지외전근(Abductor digiti minimi)(발가락)
  - 족배측골간근(Dorsal interossei of the foot)

#### 기타
- 성대(vocal folds)
  - 후윤상피열근(Posterior cricoarytenoid muscle)
- 안구(eyeball)
  - 외측직근(Lateral rectus muscle)
  - 상사근(Superior oblique muscle)
  - 하사근(Inferior oblique muscle)

## 같이 보기
- 안쪽돌림
- 바깥돌림
- 모음
- 벌림